# Сабанеев, Леонид Павлович
Леони́д Па́влович Сабане́ев (10 (22) декабря 1844, Ярославль — 25 марта (6 апреля) 1898, Ялта) — русский зоолог, натуралист, популяризатор и организатор охотничьего и рыболовного дела из дворянского рода Сабанеевых. Шталмейстер императорского двора.

## Биография
Родился в Ярославле 10 (22) декабря 1844 года, в семье инженер-полковника Павла Николаевича Сабанеева. Брат А. П. Сабанеева.
Детство провёл в родовом имении Заветное (село Высокое Ярославской губернии); ещё ребёнком собирал растения, разводил певчих птиц, занимался ужением рыбы. Учёбу начал в Ярославском кадетском корпусе, затем учился во 2-м Кадетском корпусе в Санкт-Петербурге, откуда вскоре перешёл в ярославский Демидовский лицей. «Своею склонностью к естественным наукам <…> был обязан, главным образом, А. С. Петровскому, преподавателю естественной истории в ярославской гимназии, а потом и в лицее», который давал ему уроки на дому. 

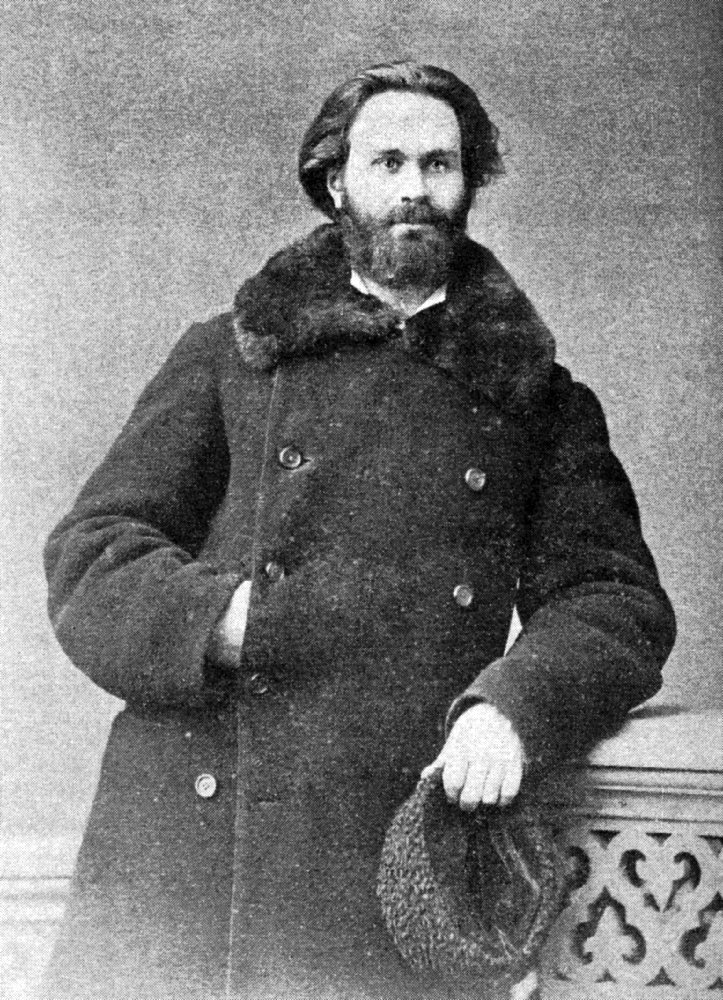
Леонид Павлович Сабанеев

По окончании лицея поступил вольным слушателем на естественное отделение физико-математического факультета Московского университета, которое окончил со степенью кандидата (1869). Ученик профессора С. А. Усова. С первых курсов занимался научной деятельностью; собирал коллекции по флоре и фауне Ярославской губернии, передавая их в местный краеведческий музей (позже его коллекции пополняли фонды Зоологического музея Московского университета и Екатеринбургского краеведческого музея. Сразу после окончания университета, по поручению Общества испытателей природы, он отправился на Урал, где провёл около года, занимаясь охотой и изучением местной фауны. Через некоторое время он вновь в течение года находился на Урале. Это дало материал для ряда статей («Зауральские озёра», «Княспинское озеро» и др.)) и общего обзора позвоночных среднего Урала.
В 1868 году, будучи студентом 4-го курса, он был избран в действительные члены МОИП; в 1871 году избран секретарём МОИП.
С 1873 года Сабанеев приступил к изданию научно-популярного, естественно-исторического сборника «Природа», пригласив к участию профессора С. А. Усова. Издание осуществлял на собственные средства с привлечением капитала от владельца железоделательных заводов Н. П. Пастухова. В ближайшем сотрудничестве с А. Н. Петунниковым и Д. Н. Анучиным он начал выпускать роскошные книги сборника «Природы» (по четыре книжки в год); выпущено было 17 томов «Природы». Не встретив поддержки читателей, издание убыточного сборника было фактически прекращено; в 1878 году Сабанеев соединил его с «Журналом Императорского общества охоты», который также сам редактировал — новый журнал «Природа и охота» имел большой успех в России. В 1887 году при журнале он стал издавать «Охотничью газету».
Любитель охотничьих собак, кинолог, устроитель первых выставок охотничьих собак Императорского общества охоты в Москве, первой выставки в Санкт-Петербурге (1872). Ведущий эксперт на выставках 1879—1891 гг. Инициатор создания Русского охотничьего клуба, Общества любителей естествознания в Екатеринбурге, Общества любителей рыболовства. Был членом Московского общества испытателей природы, Московского общества любителей аквариума и комнатных растений.
Состоял в личной переписке с Дарвином и принцем Монакским Альбертом I, основателем Океанографического института в Париже, дружил с И. С. Тургеневым.
Капитальным сочинением Л. П. Сабанеева стал двухтомник «Рыбы России. Жизнь и ловля (уженье) наших пресноводных рыб».
От первого брака имел 3 детей, но семейная жизнь не сложилась. Вторая жена — Юлия Павловна, урожденная Дельсаль-Ахшарумова, окончившая Московский Николаевский сиротский институт. У них было два сына: Борис (1880—1917) — профессор органа в Московской консерватории, и Леонид (1881—1968) — музыковед и композитор.
Умер в Ялте 25 марта (6 апреля) 1898 года.

Л. П. Сабанеев скончался во цвете лет. Это был очень крепкий человек, можно сказать богатырского сложения. Всю зиму он ходил в драповом пальто с открытой грудью. Но неожиданно он схватил воспаление лёгких, перешедшее затем в чахотку, от которой он скоро и умер в Крыму.
— «Русские ведомости». 18631913: Сборник статей. — Москва: тип. «Рус. ведомостей», 1913
Был похоронен в Ялте на Ауткинском кладбище, где были также похоронены, в частности, жена Достоевского и мать Чехова. В 70-е годы XX века советские власти кладбище ликвидировали, превратив его в сквер имени советского историка Батурина. Могилы сравняли с землёй, надгробия разбили, камни от надгробий были использованы для постройки лестниц и подпорных стенок сквера, где теперь можно прочесть фрагменты надгробных надписей. Среди этих камней и камни от надгробия Л. П. Сабанеева.

## Сочинения
Напечатал ряд статей о фауне Ярославской губернии в «Bullet. Natur.» и в протоколах Общества любителей естествознания. В 1870 году опубликовал сочинение «О фауне позвоночных Среднего Урала», затем начал печатать, как результат своих исследований, целый ряд сочинений об Урале:
- «Охота на козлов в Уральских горах» («Журнал охоты и коннозаводства», 1871)
- «Звериный промысел в Уральских горах» («Беседа», 1872, VI), «Каталог птиц, зверей и гадов Среднего Урала» («Bullet. Natur. Moscou», 1872)
- «Очерки Зауралья и степное хозяйство на башкирских землях» (Москва: тип. В. Готье, 1873)
- «Соболь и соболиный промысел» («Природа», 1874; отд. изд. — 1875)
- «Козуля и козлиный промысел в Уральских горах» («Природа», 1875).

Леонид Павлович указывал в целом ряде своих сочинений, что наша охота и наша обильная фауна имеет весьма важное значение для национального богатства. За два года до соединения журнала «Природа» с журналом «Охота» Леонид Павлович нашёл возможным при содействии Имперского общества охоты сделать одновременную «перепись» охоте на всём пространстве России. Мысль эта была приведена в исполнение от имени Общества охоты. Выяснилось, что всюду количество промысловых и охотничьих животных заметно уменьшалось, и главными причинами этого повсюду были губительные способы ведения промыслов и размножение хищных животных, истребляющих полезную дичь.
Практически всюду прекращение псовых охот также наносило значительный вред населению. Выяснилось, что во многих губерниях население крайне нуждалось в огнестрельном оружии и в порохе. Ещё раньше Леонид Павлович обратил внимание на вопрос об уничтожении хищных зверей и написал об этом ряд статей.
По орнитологии Леонид Павлович написал ряд сочинений о птицах, по ихтиологии напечатал в «Журнале Имперского общества охоты» (1871) превосходную монографию «Белуга», а в 1875 году выпустил труд «Рыбы России. Жизнь и ловля наших пресноводных рыб» (М., 1875). В 1876 году были изданы отдельно «Таблицы для определения родов и видов пресноводных рыб, встречающихся в России» (с 92 рис., М., 1876). В 1885 году был издан «Рыболовный календарь», вошедший в приложение к охотничьему календарю. В 1896 году вышел  первый том задуманного Сабанеевым сочинения «Собаки», под заглавием «Собаки легавые», по полноте исследования единственный в то время в своём роде труд не только в русской, но и в западноевропейской литературе.
Сабанеев составил «Библиографический указатель книг и статей охотничьего и зоологического содержания», который был отмечен Императорским обществом акклиматизации животных большой золотой медалью; также им были составлены: «Охотничий календарь» (1892), «Справочная книга для ружейных и псовых охотников», «Список книг и брошюр охотничьего содержания» (1877). Остались неоконченными его сочинения «Собаки» и «Библиографический указатель» по рыболовству и рыбным промыслам.

## Память о Сабанееве
В Ярославле есть улица, названная в честь Сабанеева (Сабанеевская).
Российской Федерацией Охотничьего Собаководства каждый год в Москве проводится международная выставка собак всех пород памяти Л. П. Сабанеева, называемая в народе «Сабанеевка».